# Soeiro Mendes Petite
Soeiro Mendes Petite foi um nobre e cavaleiro medieval do Reino de Portugal e Alcaide-Mor de Santarém, foi o 6.º Senhor do Couto de Lanhas, localidade que actualmente pertence a Santa Maria de Airão, freguesia portuguesa do concelho de Guimarães.

## Relações familiares
Casou por duas vezes, a primeira em 24 de Maio de 1283 com Maria Anes filha de João Pires Brochardo e de Maria Martins Dade, de quem teve:
1. Maria Mendes Petite casou com Estevão Coelho;
2. Constânça Mendes de Silva.

O segundo casamento foi com Urraca Anes Coelho, filha de João Soares Coelho (?-1278) e de quem não teve descendência.